# Tyrteu Rocha Vianna
Tyrteu Rocha Vianna (municipio de São Francisco de Assis, Río Grande do Sul, Brasil, 28 de noviembre de 1898 - Alegrete, 21 de septiembre de 1963) fue un poeta de vanguardia, radioaficionado y gran terrateniente de Río Grande do Sul, estado de la federación de Brasil, vecino a Uruguay y Argentina. Ha sido considerado por los críticos como uno de los más talentosos o los más grandes de los primeros modernistas del siglo XX en el sur de Brasil.
Fue el quinto de los radioaficionados de Brasil, y se ha construido su propio aparato de acuerdo a la enseñanza de  Roberto Landell de Moura, que es conocido en Brasil como el inventor de la radio, el primer inventor del mundo que transmitió la voz humana en la distancia. Participó en la Revolución de 1930, junto con Getúlio Vargas.
A pesar de ser un gran terrateniente, pasó por períodos de mendicidad.
Publicó un solo libro, financiado por él mismo, en una tirada de tan sólo 10 copias para dar a los amigos, a pesar de que era necesario pagar por una tirada de 1000 ejemplares.
La poesía de su libro único "Saco de Viagem" (1927) tiene la influencia de Oswald de Andrade, del futurismo y usa la técnica de montaje de Eisenstein, y causa sorpresa por haber sido escrita por un autor que ha vivido en un pueblo pequeño en aquel tiempo, con características rurales, donde la información era muy escasa.